# Superliga Brasileira de Voleibol Masculino de 2020 - Série C
A Superliga Brasileira de Voleibol Masculino de 2020 - Série C foi a terceira edição desta competição organizada pela Confederação Brasileira de Voleibol. Trata-se da terceira divisão do Campeonato Brasileiro de Voleibol Masculino, a principal competição entre clubes de voleibol masculino do Brasil. A Superliga C substituiu a extinta Taça Prata.

## Regulamento
A Superliga Série C de 2020 contou com a presença de 28 equipes distribuídas em 5 sedes. Sedes com até 5 equipes jogaram entre si, em turno único em sistema de pontos corridos. Sedes com mais de 6 equipes foram divididas em dois grupos, com os dois melhores avançando a semifinal e final.
As equipes campeãs em cada sede na Superliga Série C de 2020 obtiveram o direito à habilitação para a Superliga Série B de 2021, desde que cumpram as exigências constantes no regulamento da competição.
As equipes do Amavolei Maringá, Vôlei Futuro/Assaí, Aeroclube/Unimed, Vila Nova Vôlei e Tijuca/Zinzane conquistaram os seus grupos, como não há disputa direta entre elas, as equipes são consideradas campeãs da edição.

### Critérios de classificação nos grupos
1. Número de vitórias;
2. Pontos;
3. Razão de sets;
4. Razão de pontos;
5. Resultado da última partida entre os times empatados.

- Placar de 3–0 ou 3–1: 3 pontos para o vencedor, nenhum para o perdedor;
- Placar de 3–2: 2 pontos para o vencedor, 1 para o perdedor.
- Em caso de desistência de uma equipe durante a competição, ela será declarada perdedora pela contagem de 3 x 0 (25x00, 25x00, 25x00) em todos os jogos previstos para sua equipe na tabela, para fins de classificação.

## Locais das partidas
| Joinville                | Araçatuba             | Natal             | Goiânia            | Rio de Janeiro             |
| ------------------------ | --------------------- | ----------------- | ------------------ | -------------------------- |
| Ginásio AD Embraco       | Ginásio Plácido Rocha | Ginásio SESI-RN   | Goiânia Arena      | Ginásio Tijuca Tênis Clube |
| Capacidade: desconhecido | Capacidade: 2.400     | Capacidade: 1.800 | Capacidade: 11.333 | Capacidade: 2.000          |

## Equipes participantes
Segue abaixo a lista das equipes participantes da Superliga Série C de 2020.
| Sede                       | Grupo                    | Equipe                | Cidade               | Temporada 2019 |
| -------------------------- | ------------------------ | --------------------- | -------------------- | -------------- |
| Joinville (SC)             |                          |                       |                      |                |
| –                          | Amigos Vôlei Joinville   | Joinville             | 3º na Sede Joinville |                |
| –                          | ADC Terra Firme/São José | São José              | Estreante            |                |
| –                          | Aprov/Chapecó            | Chapecó               | Estreante            |                |
| –                          | Amavolei Maringá         | Maringá               | Estreante            |                |
| –                          | Araucária/ASPMA/Berneck  | Araucária             | 2º na Sede Araucária |                |
| Araçatuba (SP)             |                          |                       |                      |                |
| A                          |                          |                       |                      |                |
| Vôlei Futuro/Assaí         | Araçatuba                | –                     |                      |                |
| Vôlei Frutal               | Frutal                   | Estreante             |                      |                |
| Uberlândia Vôlei/ABCD      | Uberlândia               | Estreante             |                      |                |
| B                          |                          |                       |                      |                |
| Vôlei Iacanga/Fitness      | Iacanga                  | Estreante             |                      |                |
| Santos Vôlei/Praia Grande  | Praia Grande             | 3º na Sede Araucária  |                      |                |
| Cidade Viva Vôlei          | Lucas do Rio Verde       | 3º na Sede Anápolis   |                      |                |
| Natal (RN)                 |                          |                       |                      |                |
| A                          |                          |                       |                      |                |
| Aeroclube/Unimed           | Natal                    | 5º na Sede Araucária  |                      |                |
| Clube do Vôlei Multisports | Fortaleza                | Estreante             |                      |                |
| Nosso Clube/SRV            | Recife                   | Estreante             |                      |                |
| B                          |                          |                       |                      |                |
| Desportivo Rio Grande/APAB | Parnamirim               | Estreante             |                      |                |
| Vôlei UNIP/Fortaleza       | Fortaleza                | Estreante             |                      |                |
| Sport Recife Vôlei         | Recife                   | 2º na Sede Anápolis   |                      |                |
| Santa Cruz Vôlei Clube     | Recife                   | Estreante             |                      |                |
| Goiânia (GO)               |                          |                       |                      |                |
| –                          | Vila Nova Vôlei          | Goiânia               | Estreante            |                |
| –                          | Neurologia Ativa         | Goiânia               | Estreante            |                |
| –                          | Caldas EC/APAV           | Caldas Novas          | Estreante            |                |
| –                          | Paysandu Vôlei           | Belém                 | 4º na Sede Anápolis  |                |
| –                          | Força Federal            | Brasília              | Estreante            |                |
| –                          | Rio de Janeiro (RJ)      |                       |                      |                |
| –                          | Tijuca/Zinzane           | Rio de Janeiro        | 4º na Sede Araucária |                |
| –                          | Fera/Vôlei Campos        | Campos dos Goytacazes | Estreante            |                |
| –                          | Niterói Vôlei Clube      | Niterói               | Estreante            |                |
| –                          | Vôlei Juatuba            | Juatuba               | Estreante            |                |
| –                          | Acesita                  | Timóteo               | Estreante            |                |

## Resultados

### Critérios de desempate
O critério de desempate, entre duas ou mais equipes, obedecerá aos seguintes critérios pela ordem.
- Número de Vitórias;
- Sets average;
- Pontos average;
- Confronto direto (caso haja empate entre duas equipes).
- Sorteio (cujas normas de realização serão definidas pela CBV).

|  | Classificado à Superliga B de 2021 |
|  | Classificado para as semifinais    |

### Sede Joinville
|     |                          |     | Jogos | Jogos | Jogos | Resultados | Resultados | Resultados | Resultados | Resultados | Resultados | Sets | Sets | Sets  | Pontos | Pontos | Pontos |
| Pos | Equipe                   | Pts | T     | V     | D     | 3–0        | 3–1        | 3–2        | 2–3        | 1–3        | 0–3        | V    | P    | R     | V      | P      | R      |
| --- | ------------------------ | --- | ----- | ----- | ----- | ---------- | ---------- | ---------- | ---------- | ---------- | ---------- | ---- | ---- | ----- | ------ | ------ | ------ |
| 1   | Amavolei Maringá         | 10  | 4     | 3     | 1     | 2          | 1          | 0          | 1          | 0          | 0          | 11   | 4    | 2.750 | 364    | 319    | 1.141  |
| 2   | Araucária/ASPMA/Berneck  | 9   | 4     | 3     | 1     | 2          | 1          | 0          | 0          | 0          | 1          | 9    | 4    | 2.250 | 290    | 263    | 1.103  |
| 3   | Aprov/Chapecó            | 7   | 4     | 3     | 1     | 1          | 0          | 2          | 0          | 0          | 1          | 9    | 7    | 1.286 | 349    | 332    | 1.051  |
| 4   | ADC Terra Firme/São José | 4   | 4     | 1     | 3     | 1          | 0          | 0          | 1          | 1          | 1          | 6    | 9    | 0.667 | 309    | 351    | 0.880  |
| 5   | Amigos Vôlei Joinville   | 0   | 4     | 0     | 4     | 0          | 0          | 0          | 0          | 1          | 3          | 1    | 12   | 0.083 | 249    | 296    | 0.841  |

| Data   | Hora  |                          | Placar |                          | Set 1 | Set 2 | Set 3 | Set 4  | Set 5 | Total   | Relatório |
| ------ | ----- | ------------------------ | ------ | ------------------------ | ----- | ----- | ----- | ------ | ----- | ------- | --------- |
| 04 nov | 18:00 | Amavolei Maringá         | 3–0    | Araucária/ASPMA/Berneck  | 30–28 | 25–20 | 25–20 |        |       | 80–68   |           |
| 04 nov | 20:00 | ADC Terra Firme/São José | 2–3    | Aprov/Chapecó            | 25–21 | 18–25 | 21–25 | 25–23  | 8–15  | 97–109  |           |
| 05 nov | 18:00 | Aprov/Chapecó            | 3–2    | Amavolei Maringá         | 23–25 | 27–25 | 25–21 | 17–25  | 15–11 | 107–107 |           |
| 05 nov | 20:00 | Amigos Vôlei Joinville   | 1–3    | Araucária/ASPMA/Berneck  | 14–25 | 25–21 | 20–25 | 18– 25 |       | 77–71   |           |
| 06 nov | 18:00 | Aprov/Chapecó            | 0–3    | Araucária/ASPMA/Berneck  | 18–25 | 24–26 | 16–25 |        |       | 58–76   |           |
| 06 nov | 20:00 | Amigos Vôlei Joinville   | 0–3    | ADC Terra Firme/São José | 21–25 | 22–25 | 22–25 |        |       | 65–75   |           |
| 07 nov | 18:00 | ADC Terra Firme/São José | 0–3    | Araucária/ASPMA/Berneck  | 14–25 | 20–25 | 14–25 |        |       | 48–75   |           |
| 07 nov | 20:00 | Amigos Vôlei Joinville   | 0–3    | Amavolei Maringá         | 20–25 | 16–25 | 19–25 |        |       | 55–75   |           |
| 08 nov | 15:00 | Amavolei Maringá         | 3–1    | ADC Terra Firme/São José | 25–15 | 22–25 | 25–21 | 30–28  |       | 102–89  | Relatório |
| 08 nov | 17:00 | Amigos Vôlei Joinville   | 0–3    | Aprov/Chapecó            | 20–25 | 15–25 | 17–25 |        |       | 52–75   |           |

### Sede Araçatuba
Grupo A
|     |                       |     | Jogos | Jogos | Jogos | Resultados | Resultados | Resultados | Resultados | Resultados | Resultados | Sets | Sets | Sets  | Pontos | Pontos | Pontos |
| Pos | Equipe                | Pts | T     | V     | D     | 3–0        | 3–1        | 3–2        | 2–3        | 1–3        | 0–3        | V    | P    | R     | V      | P      | R      |
| --- | --------------------- | --- | ----- | ----- | ----- | ---------- | ---------- | ---------- | ---------- | ---------- | ---------- | ---- | ---- | ----- | ------ | ------ | ------ |
| 1   | Vôlei Futuro Assai    | 6   | 2     | 2     | 0     | 2          | 0          | 0          | 0          | 0          | 0          | 6    | 0    | MAX   | 150    | 111    | 1.351  |
| 2   | Uberlândia Vôlei/ABCD | 3   | 2     | 1     | 1     | 1          | 0          | 0          | 0          | 0          | 1          | 3    | 3    | 1,000 | 132    | 137    | 0.964  |
| 3   | Vôlei Frutal          | 0   | 2     | 0     | 2     | 0          | 0          | 0          | 0          | 0          | 2          | 0    | 6    | 0,000 | 116    | 150    | 0.773  |

| Data   | Hora  |                    | Placar |                       | Set 1 | Set 2 | Set 3 | Set 4 | Set 5 | Total | Relatório |
| ------ | ----- | ------------------ | ------ | --------------------- | ----- | ----- | ----- | ----- | ----- | ----- | --------- |
| 29 out | 18:00 | Vôlei Frutal       | 0–3    | Uberlândia Vôlei/ABCD | 21–25 | 20–25 | 21–25 |       |       | 62–75 |           |
| 30 out | 20:00 | Vôlei Futuro Assai | 3–0    | Vôlei Frutal          | 25–23 | 25–18 | 25–13 |       |       | 75–54 |           |
| 31 out | 20:00 | Vôlei Futuro Assai | 3–0    | Uberlândia Vôlei/ABCD | 25–19 | 25–17 | 25–21 |       |       | 75–57 |           |

Grupo B
|     |                           |     | Jogos | Jogos | Jogos | Resultados | Resultados | Resultados | Resultados | Resultados | Resultados | Sets | Sets | Sets  | Pontos | Pontos | Pontos |
| Pos | Equipe                    | Pts | T     | V     | D     | 3–0        | 3–1        | 3–2        | 2–3        | 1–3        | 0–3        | V    | P    | R     | V      | P      | R      |
| --- | ------------------------- | --- | ----- | ----- | ----- | ---------- | ---------- | ---------- | ---------- | ---------- | ---------- | ---- | ---- | ----- | ------ | ------ | ------ |
| 1   | Santos Vôlei/Praia Grande | 6   | 2     | 2     | 0     | 0          | 2          | 0          | 0          | 0          | 0          | 6    | 2    | 3,000 | 193    | 145    | 1.331  |
| 2   | Vôlei Iacanga/Fitness     | 3   | 2     | 1     | 1     | 1          | 0          | 0          | 0          | 1          | 0          | 4    | 3    | 1.333 | 147    | 145    | 1.014  |
| 3   | Cidade Viva Vôlei         | 0   | 2     | 0     | 2     | 0          | 0          | 0          | 0          | 1          | 1          | 1    | 6    | 0.167 | 122    | 172    | 0.709  |

| Data   | Hora  |                           | Placar |                           | Set 1 | Set 2 | Set 3 | Set 4 | Set 5 | Total | Relatório |
| ------ | ----- | ------------------------- | ------ | ------------------------- | ----- | ----- | ----- | ----- | ----- | ----- | --------- |
| 29 out | 20:00 | Santos Vôlei/Praia Grande | 3–1    | Cidade Viva Vôlei         | 25–14 | 25–14 | 22–25 | 25–20 |       | 97–73 |           |
| 30 out | 18:00 | Cidade Viva Vôlei         | 0–3    | Vôlei Iacanga/Fitness     | 19–25 | 12–25 | 18–25 |       |       | 49–75 |           |
| 31 out | 18:00 | Vôlei Iacanga/Fitness     | 1–3    | Santos Vôlei/Praia Grande | 25–21 | 16–25 | 11–25 | 20–25 |       | 72–96 |           |

#### Semifinal
| Data   | Hora  |                           | Placar |                       | Set 1 | Set 2 | Set 3 | Set 4 | Set 5 | Total | Relatório |
| ------ | ----- | ------------------------- | ------ | --------------------- | ----- | ----- | ----- | ----- | ----- | ----- | --------- |
| 01 nov | 18:00 | Santos Vôlei/Praia Grande | 3–1    | Uberlândia Vôlei/ABCD | 25–21 | 14–25 | 25–18 | 25–20 |       | 89–84 |           |
| 01 nov | 20:00 | Vôlei Futuro Assai        | 3–0    | Vôlei Iacanga/Fitness | 25–22 | 25–20 | 25–16 |       |       | 75–58 |           |

#### Final
| Data   | Hora  |                           | Placar |                    | Set 1 | Set 2 | Set 3 | Set 4 | Set 5 | Total | Relatório |
| ------ | ----- | ------------------------- | ------ | ------------------ | ----- | ----- | ----- | ----- | ----- | ----- | --------- |
| 02 nov | 16:00 | Santos Vôlei/Praia Grande | 0–3    | Vôlei Futuro Assai | 24–26 | 18–25 | 19–25 |       |       | 61–76 | Relatório |

### Sede Natal
Grupo A
|     |                            |     | Jogos | Jogos | Jogos | Resultados | Resultados | Resultados | Resultados | Resultados | Resultados | Sets | Sets | Sets  | Pontos | Pontos | Pontos |
| Pos | Equipe                     | Pts | T     | V     | D     | 3–0        | 3–1        | 3–2        | 2–3        | 1–3        | 0–3        | V    | P    | R     | V      | P      | R      |
| --- | -------------------------- | --- | ----- | ----- | ----- | ---------- | ---------- | ---------- | ---------- | ---------- | ---------- | ---- | ---- | ----- | ------ | ------ | ------ |
| 1   | Aeroclube/Unimed           | 6   | 2     | 2     | 0     | 2          | 0          | 0          | 0          | 0          | 0          | 6    | 0    | MAX   | 150    | 107    | 1.402  |
| 2   | Clube do Vôlei Multisports | 3   | 2     | 1     | 1     | 1          | 0          | 0          | 0          | 0          | 1          | 3    | 3    | 1,000 | 131    | 142    | 0.923  |
| 3   | Nosso Clube/SRV            | 0   | 2     | 0     | 2     | 0          | 0          | 0          | 0          | 0          | 2          | 0    | 6    | 0,000 | 121    | 153    | 0.791  |

| Data   | Hora  |                            | Placar |                            | Set 1 | Set 2 | Set 3 | Set 4 | Set 5 | Total | Relatório |
| ------ | ----- | -------------------------- | ------ | -------------------------- | ----- | ----- | ----- | ----- | ----- | ----- | --------- |
| 13 out | 19:00 | Clube do Vôlei Multisports | 3–0    | Nosso Clube/SRV            | 25–18 | 28–26 | 25–23 |       |       | 78–67 |           |
| 14 out | 19:00 | Aeroclube/Unimed           | 3–0    | Nosso Clube/SRV            | 25–16 | 25–17 | 25–21 |       |       | 75–54 |           |
| 15 out | 19:00 | Aeroclube/Unimed           | 3–0    | Clube do Vôlei Multisports | 25–15 | 25–15 | 25–23 |       |       | 75–53 |           |

Grupo B
|     |                            |     | Jogos | Jogos | Jogos | Resultados | Resultados | Resultados | Resultados | Resultados | Resultados | Sets | Sets | Sets  | Pontos | Pontos | Pontos |
| Pos | Equipe                     | Pts | T     | V     | D     | 3–0        | 3–1        | 3–2        | 2–3        | 1–3        | 0–3        | V    | P    | R     | V      | P      | R      |
| --- | -------------------------- | --- | ----- | ----- | ----- | ---------- | ---------- | ---------- | ---------- | ---------- | ---------- | ---- | ---- | ----- | ------ | ------ | ------ |
| 1   | Vôlei UNIP/Fortaleza       | 9   | 3     | 3     | 0     | 3          | 0          | 0          | 0          | 0          | 0          | 9    | 0    | MAX   | 230    | 178    | 1.292  |
| 2   | Sport Recife Vôlei         | 5   | 3     | 2     | 1     | 1          | 0          | 1          | 0          | 0          | 1          | 6    | 5    | 1.200 | 259    | 232    | 1.116  |
| 3   | Santa Cruz Vôlei           | 3   | 3     | 1     | 2     | 0          | 0          | 1          | 1          | 0          | 1          | 5    | 8    | 0.625 | 277    | 295    | 0.939  |
| 4   | Desportivo Rio Grande/APAB | 1   | 3     | 0     | 3     | 0          | 0          | 0          | 1          | 0          | 2          | 2    | 9    | 0.222 | 197    | 258    | 0.764  |

| Data   | Hora  |                            | Placar |                            | Set 1 | Set 2 | Set 3 | Set 4 | Set 5 | Total   | Relatório |
| ------ | ----- | -------------------------- | ------ | -------------------------- | ----- | ----- | ----- | ----- | ----- | ------- | --------- |
| 13 out | 15:00 | Vôlei UNIP/Fortaleza       | 3–0    | Sport Recife Vôlei         | 25–22 | 25–22 | 25–21 |       |       | 75–65   |           |
| 13 out | 17:00 | Desportivo Rio Grande/APAB | 2–3    | Santa Cruz Vôlei           | 25–22 | 25–21 | 19–25 | 19–25 | 8–15  | 96–108  |           |
| 14 out | 15:00 | Santa Cruz Vôlei           | 0–3    | Vôlei UNIP/Fortaleza       | 26–28 | 9–25  | 25–27 |       |       | 60–80   |           |
| 14 out | 17:00 | Sport Recife Vôlei         | 3–0    | Desportivo Rio Grande/APAB | 25–17 | 25–13 | 25–18 |       |       | 75–48   |           |
| 15 out | 15:00 | Vôlei UNIP/Fortaleza       | 3–0    | Desportivo Rio Grande/APAB | 25–20 | 25–19 | 25–14 |       |       | 75–53   |           |
| 15 out | 17:00 | Sport Recife Vôlei         | 3–2    | Santa Cruz Vôlei           | 25–27 | 27–29 | 25–19 | 25–19 | 17–15 | 119–109 |           |

#### Semifinal
| Data   | Hora  |                      | Placar |                            | Set 1 | Set 2 | Set 3 | Set 4 | Set 5 | Total | Relatório |
| ------ | ----- | -------------------- | ------ | -------------------------- | ----- | ----- | ----- | ----- | ----- | ----- | --------- |
| 16 out | 17:00 | Vôlei UNIP/Fortaleza | 3–0    | Clube do Vôlei Multisports | 25–17 | 25–21 | 25–23 |       |       | 75–61 |           |
| 16 out | 19:00 | Aeroclube/Unimed     | 3–0    | Sport Recife Vôlei         | 25–22 | 25–16 | 25–17 |       |       | 75–55 |           |

#### Final
| Data   | Hora  |                      | Placar |                  | Set 1 | Set 2 | Set 3 | Set 4 | Set 5 | Total | Relatório |
| ------ | ----- | -------------------- | ------ | ---------------- | ----- | ----- | ----- | ----- | ----- | ----- | --------- |
| 17 out | 16:00 | Vôlei UNIP/Fortaleza | 0–3    | Aeroclube/Unimed | 17–25 | 18–25 | 25–27 |       |       | 60–77 | Relatório |

### Sede Goiânia
|     |                  |     | Jogos | Jogos | Jogos | Resultados | Resultados | Resultados | Resultados | Resultados | Resultados | Sets | Sets | Sets   | Pontos | Pontos | Pontos |
| Pos | Equipe           | Pts | T     | V     | D     | 3–0        | 3–1        | 3–2        | 2–3        | 1–3        | 0–3        | V    | P    | R      | V      | P      | R      |
| --- | ---------------- | --- | ----- | ----- | ----- | ---------- | ---------- | ---------- | ---------- | ---------- | ---------- | ---- | ---- | ------ | ------ | ------ | ------ |
| 1   | Vila Nova Vôlei  | 12  | 4     | 4     | 0     | 3          | 1          | 0          | 0          | 0          | 0          | 12   | 1    | 12,000 | 319    | 225    | 1.418  |
| 2   | Neurologia Ativa | 9   | 4     | 3     | 1     | 3          | 0          | 0          | 0          | 1          | 0          | 10   | 3    | 3.333  | 315    | 258    | 1.221  |
| 3   | Paysandu Vôlei   | 5   | 4     | 2     | 2     | 1          | 0          | 1          | 0          | 0          | 2          | 6    | 8    | 0.750  | 308    | 316    | 0.975  |
| 4   | Força Federal    | 4   | 4     | 1     | 3     | 1          | 0          | 0          | 1          | 0          | 2          | 5    | 9    | 0.556  | 272    | 336    | 0.810  |
| 5   | Caldas EC/APAV   | 0   | 4     | 0     | 4     | 0          | 0          | 0          | 0          | 0          | 4          | 0    | 12   | 0,000  | 222    | 301    | 0.738  |

| Data   | Hora  |                  | Placar |                  | Set 1 | Set 2 | Set 3 | Set 4 | Set 5 | Total  | Relatório |
| ------ | ----- | ---------------- | ------ | ---------------- | ----- | ----- | ----- | ----- | ----- | ------ | --------- |
| 03 nov | 18:00 | Neurologia Ativa | 3–0    | Força Federal    | 25–16 | 25–20 | 25–13 |       |       | 75–49  |           |
| 03 nov | 20:00 | Vila Nova Vôlei  | 3–0    | Paysandu Vôlei   | 25–17 | 25–17 | 25–13 |       |       | 75–47  |           |
| 04 nov | 18:00 | Caldas EC/APAV   | 0–3    | Paysandu Vôlei   | 19–25 | 23–25 | 23–25 |       |       | 65–75  |           |
| 04 nov | 20:00 | Vila Nova Vôlei  | 3–0    | Força Federal    | 25–17 | 25–11 | 25–20 |       |       | 75–48  |           |
| 05 nov | 18:00 | Força Federal    | 2–3    | Paysandu Vôlei   | 25–22 | 25–23 | 9–25  | 19–25 | 21–23 | 99–118 |           |
| 05 nov | 20:00 | Caldas EC/APAV   | 0–3    | Neurologia Ativa | 21–25 | 12–25 | 15–25 |       |       | 48–75  |           |
| 06 nov | 18:00 | Paysandu Vôlei   | 0–3    | Neurologia Ativa | 23–25 | 19–25 | 25–27 |       |       | 67–77  |           |
| 06 nov | 20:00 | Caldas EC/APAV   | 0–3    | Vila Nova Vôlei  | 16–25 | 11–25 | 15–25 |       |       | 42–75  |           |
| 07 nov | 18:00 | Caldas EC/APAV   | 0–3    | Força Federal    | 21–25 | 22–25 | 24–26 |       |       | 67–76  |           |
| 07 nov | 20:00 | Neurologia Ativa | 1–3    | Vila Nova Vôlei  | 18–25 | 23–25 | 25–19 | 22–25 |       | 88–94  | Relatório |

### Sede Rio de Janeiro
|     |                     |     | Jogos | Jogos | Jogos | Resultados | Resultados | Resultados | Resultados | Resultados | Resultados | Sets | Sets | Sets   | Pontos | Pontos | Pontos |
| Pos | Equipe              | Pts | T     | V     | D     | 3–0        | 3–1        | 3–2        | 2–3        | 1–3        | 0–3        | V    | P    | R      | V      | P      | R      |
| --- | ------------------- | --- | ----- | ----- | ----- | ---------- | ---------- | ---------- | ---------- | ---------- | ---------- | ---- | ---- | ------ | ------ | ------ | ------ |
| 1   | Tijuca/Zinzane      | 12  | 4     | 4     | 0     | 3          | 1          | 0          | 0          | 0          | 0          | 12   | 1    | 12,000 | 321    | 225    | 1.427  |
| 2   | Niterói Vôlei Clube | 8   | 4     | 3     | 1     | 0          | 2          | 1          | 0          | 1          | 0          | 10   | 7    | 1.429  | 378    | 365    | 1.036  |
| 3   | Fera/Vôlei Campos   | 6   | 4     | 2     | 2     | 1          | 1          | 0          | 0          | 1          | 1          | 7    | 7    | 1,000  | 318    | 314    | 1.013  |
| 4   | Acesita             | 3   | 4     | 1     | 3     | 0          | 1          | 0          | 0          | 2          | 1          | 5    | 10   | 0.500  | 315    | 360    | 0.875  |
| 5   | Vôlei Juatuba       | 1   | 4     | 0     | 4     | 0          | 0          | 0          | 1          | 1          | 2          | 3    | 12   | 0.250  | 299    | 367    | 0.815  |

| Data   | Hora  |                     | Placar |                     | Set 1 | Set 2 | Set 3 | Set 4 | Set 5 | Total  | Relatório |
| ------ | ----- | ------------------- | ------ | ------------------- | ----- | ----- | ----- | ----- | ----- | ------ | --------- |
| 04 nov | 17:00 | Vôlei Juatuba       | 0–3    | Fera/Vôlei Campos   | 18–25 | 25–27 | 12–25 |       |       | 55–77  |           |
| 04 nov | 19:30 | Tijuca/Zinzane      | 3–1    | Niterói Vôlei Clube | 21–25 | 25–20 | 25–14 | 25–17 |       | 96–76  |           |
| 05 nov | 17:00 | Niterói Vôlei Clube | 3–2    | Vôlei Juatuba       | 23–25 | 25–18 | 21–25 | 25–16 | 15–8  | 109–92 |           |
| 05 nov | 19:30 | Acesita             | 0–3    | Tijuca/Zinzane      | 12–25 | 13–25 | 19–25 |       |       | 44–75  |           |
| 06 nov | 17:00 | Acesita             | 3–1    | Vôlei Juatuba       | 25–19 | 28–26 | 28–30 | 25–21 |       | 106–96 |           |
| 06 nov | 19:30 | Fera/Vôlei Campos   | 1–3    | Niterói Vôlei Clube | 25–27 | 26–24 | 23–25 | 21–25 |       | 95–101 |           |
| 07 nov | 17:00 | Acesita             | 1–3    | Fera/Vôlei Campos   | 20–25 | 24–26 | 25–21 | 14–25 |       | 83–97  |           |
| 07 nov | 19:30 | Vôlei Juatuba       | 0–3    | Tijuca/Zinzane      | 19–25 | 17–25 | 20–25 |       |       | 56–75  |           |
| 08 nov | 17:30 | Acesita             | 1–3    | Niterói Vôlei Clube | 25–17 | 23–25 | 19–25 | 15–25 |       | 82–92  |           |
| 08 nov | 19:30 | Tijuca/Zinzane      | 3–0    | Fera/Vôlei Campos   | 25–13 | 25–15 | 25–21 |       |       | 75–49  | Relatório |

## Equipes classificadas para a Superliga Série B 2021
As seguintes equipes conquistaram o direito ao acesso:
| Equipe             | Cidade         |
| ------------------ | -------------- |
| Amavolei Maringá   | Maringá        |
| Vôlei Futuro/Assaí | Araçatuba      |
| Aeroclube/Unimed   | Natal          |
| Vila Nova Vôlei    | Goiânia        |
| Tijuca/Zinzane     | Rio de Janeiro |